# Brunörtsdvärgmal
Brunörtsdvärgmal (Trifurcula headleyella) är en fjärilsart som först beskrevs av Henry Tibbats Stainton 1854.  Brunörtsdvärgmal ingår i släktet Trifurcula, och familjen dvärgmalar. Enligt den finländska rödlistan är arten starkt hotad i Finland. Enligt den svenska rödlistan är arten nära hotad i Sverige. Arten förekommer i Götaland, Gotland, Öland och Svealand. Artens livsmiljö är torra gräsmarker.

## Bildgalleri

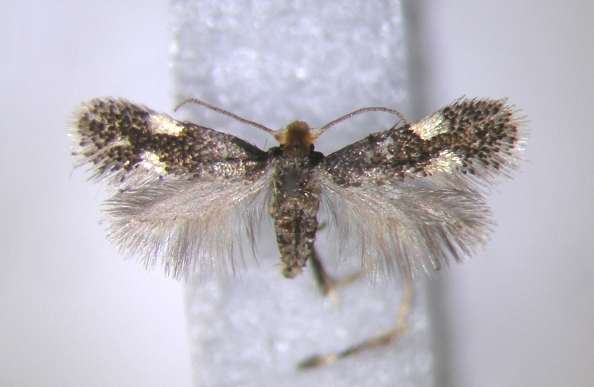
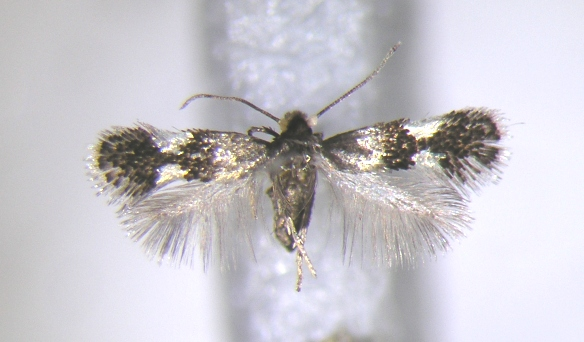